# Jan Kronenburg
Joannes (Jan) Antonius Franciscus Kronenburg (Zutphen, 22 september 1853 – Nijmegen, 11 januari 1940) was een Nederlands hagiograaf van de religieuze Orde der Redemptoristen (C.Ss.R.).

## Betrekkingen
Pater Kronenburg was achtereenvolgens: 
- Leraar en directeur van het Juvenaat der Redemptoristen te Roermond.
- Oprichter en hoofdredacteur van De Volksmissionaris, katholiek maandblad.[2]
- Provinciaal-overste van de redemptoristen in Nederland.
- Rector van de Kapel in 't Zand te Roermond
- Rector van de Zusters van Liefde te Tilburg.

## Schrijverschap
Kronenburg vertaalde verschillende werken over heiligenlevens uit het Frans. 
Vanaf 1898 zette Kronenburg in een tiendelige reeks alle heiligen uit het Nederlands grondgebied op een rijtje, van de middeleeuwen tot aan de moderne tijd, waaronder de martelaren van Gorcum.
Hij werd vooral bekend met de achtdelige reeks Maria's Heerlijkheid in Nederland (1904) en door zijn medewerking aan 'Mariacongressen' te Averbode, Maastricht en Nijmegen.
In 1925 schreef Kronenburg een invloedrijke hagiografie over de Tilburgse missionaris Donders, die in 1982 zalig werd verklaard. Kronenburg heeft Donders niet persoonlijk gekend, maar hij heeft het missiegebied Suriname wel een keer bezocht, namelijk in 1896.